# Näst-Slätskär
Näst-Slätskär är en ö i Åland (Finland). Den ligger i Skärgårdshavet och i kommunen Kumlinge i landskapet Åland, i den sydvästra delen av landet. Ön ligger omkring 58 kilometer öster om Mariehamn och omkring 220 kilometer väster om Helsingfors.
Öns area är 6,3 hektar och dess största längd är 390 meter i sydöst-nordvästlig riktning. Ön höjer sig omkring 5 meter över havsytan.